# Maria Colombo
Maria Colombo (Luino, 25 de maio de 1989) é uma matemática italiana, especialista em análise matemática. É professora assistente na Escola Politécnica Federal de Lausanne (EPFL), Suíça.

## Formação e carreira
Maria Colombo nasceu em Luino, próximo à fronteira Suíça da Itália. Competiu pela Itália nas Olimpíadas Internacionais de Matemática em 2005, 2006 e 2007, ganhando medalhas de bronze, ouro e prata, respectivamente.
Obteve os graus de bacharel e mestre em matemática na Universidade de Pisa em 2010 e 2011, e um doutorado em 2015 na Escola Normal Superior de Pisa, orientada conjuntamente por Luigi Ambrosio e Alessio Figalli. Sua tese, Flows of non-smooth vector fields and degenerate elliptic equations: With applications to the Vlasov-Poisson and semigeostrophic systems, foi publicada como livro em 2017.
Após pesquisas de pós-doutorado com Camillo De Lellis na Universidade de Zurique, afiliou-se à EPFL como professora assistente em 2018.

## Reconhecimento
A Accademia dei Lincei concedeu-lhe o Prêmio Gioacchino Iapichino de 2016. Recebeu o Carlo Miranda Prize de 2017 da Società Nazionale di Scienze, Lettere e Arti di Napoli, e o Prêmio Giuseppe Bartolozzi de 2019 da União Matemática Italiana.